# Djupgående
Ett fartygs djupgående är avståndet från vattenlinjen till den lägsta punkten på fartygets undersida. Förutom att djupgåendet beror på hur tungt lastat fartyget är, har vattnets densitet en stor inverkan. Ett fartyg som lastas i exempelvis Lysekil, där vattnet är ganska salt och därmed har högre densitet, kommer att ha större djupgående när det går in i Göta kanal där det är sötvatten med densiteten 1,0 kg/l. Vidare kan djupgåendet tillfälligt öka på grund av fenomenet squat.
Då för ett fartyg endast ett djupgående anges, bör detta vara det största.

## Åmning

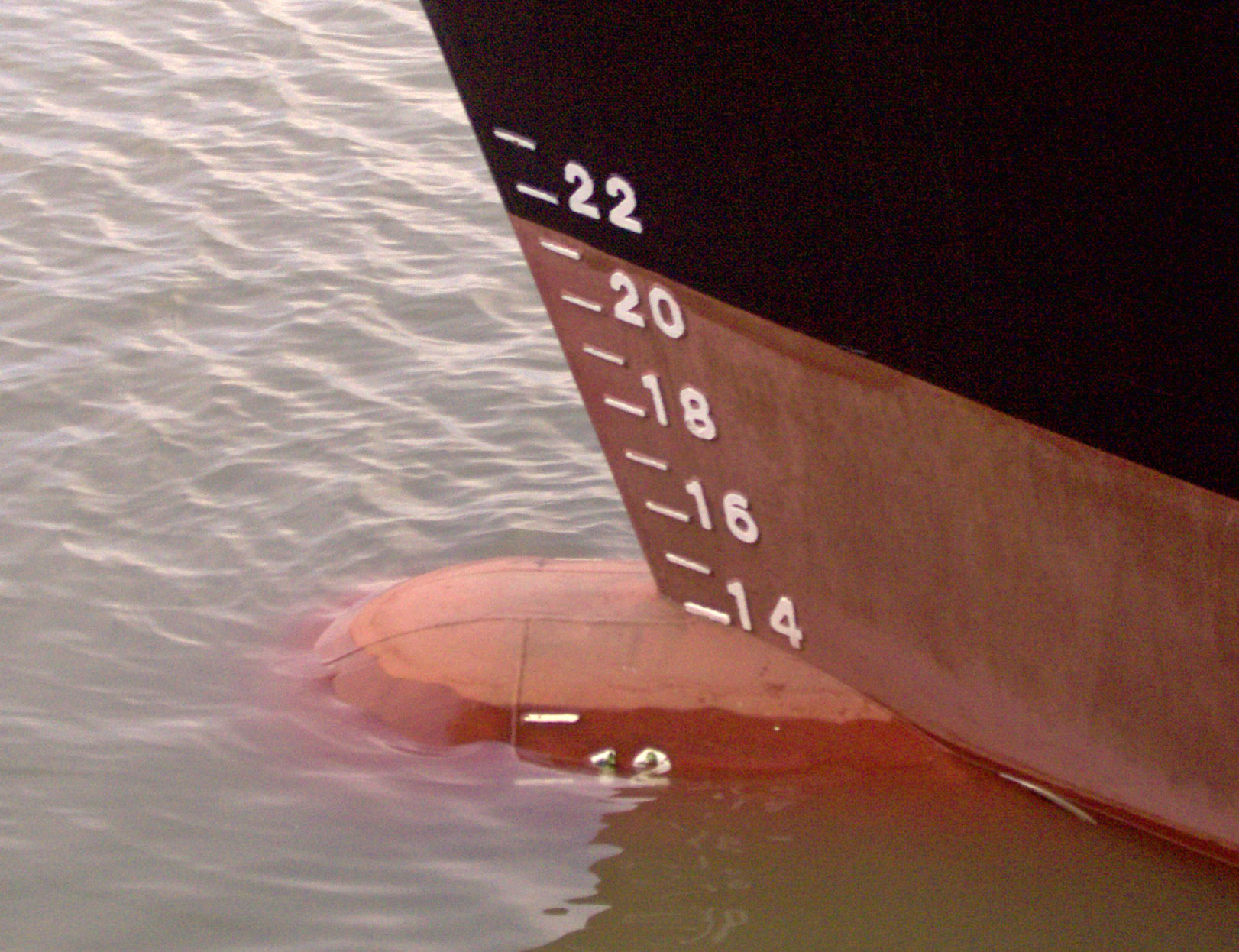
Åmningen - skala för djupgående. Genom att mäta vattendjup i för och akter kan medeldjupgåendet beräknas och därigenom lastens vikt.

Djupgåendet anges av den så kallade åmningen, vilken består av siffror i stävarna (även ibland midskepps som visar antalet decimeter (eller fot) till kölens underkant. Då åmningen angavs i fot, var siffrorna vanligen romerska.

## Trim
Oftast ligger ett fartyg djupare akter än för, och man säger då, att det har "akterligt trim". Trimmet är skillnaden mellan djupgåendena akter och för. Om fartyget ligger lika djupt både akter och för, säger man, att det ligger "på jämn köl", och om det ligger djupare för än akter, säger man att det ligger "på näsan" eller att det har "förligt trim".
Trim kan kontrolleras med så kallade Trimplan.